# Kutsche

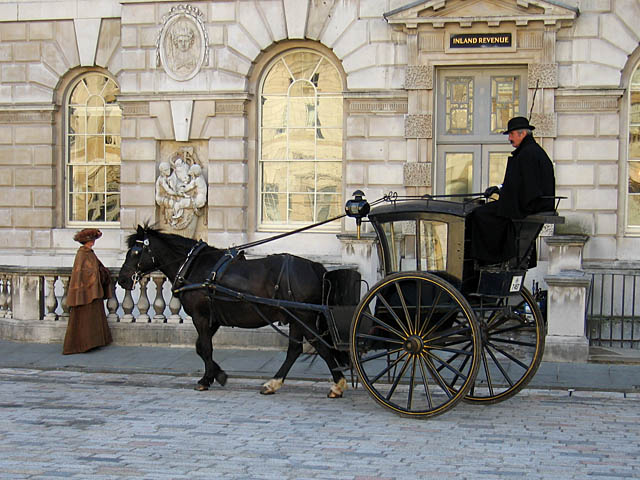
Hansom Cab

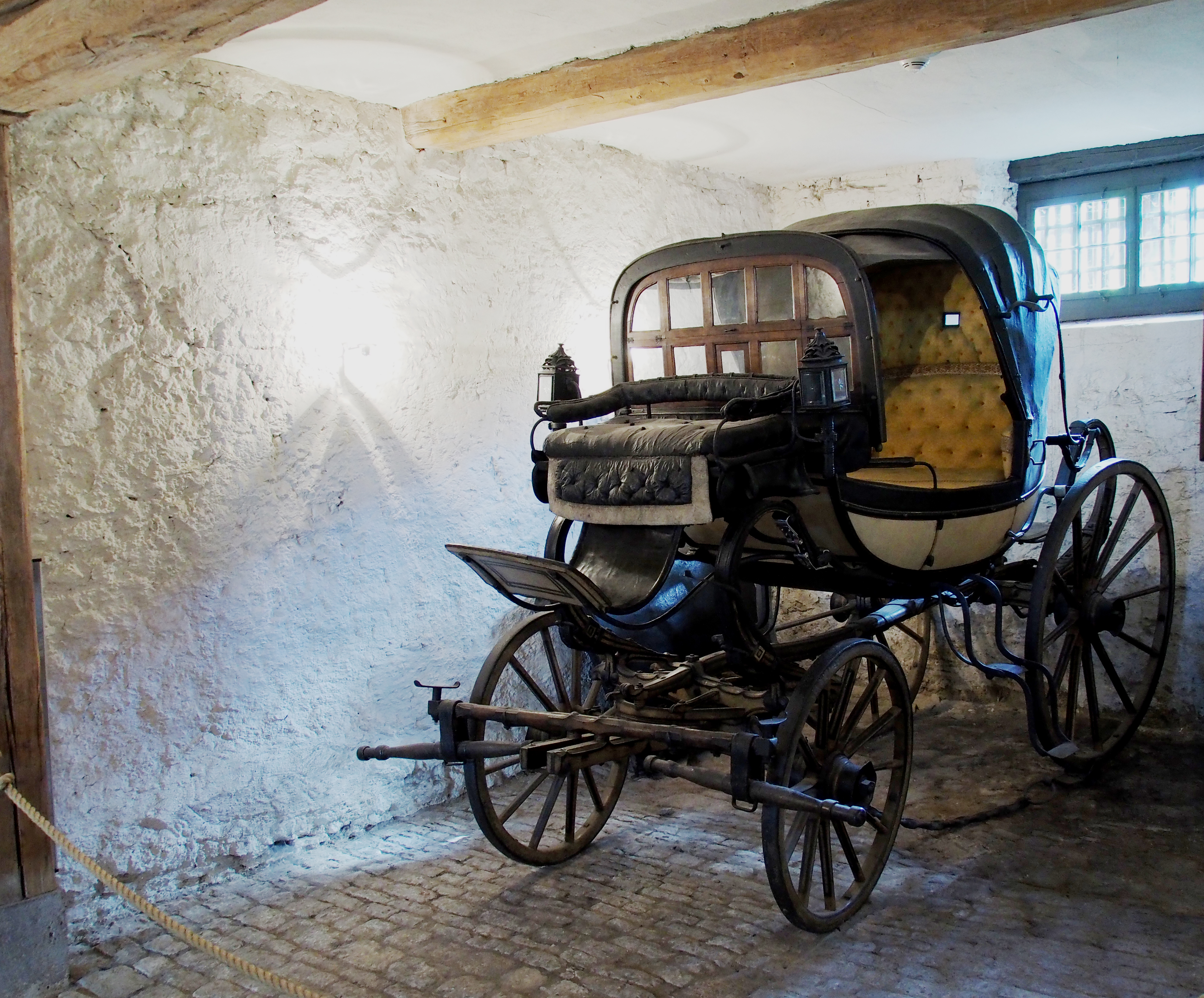
Goethes Batarde – seine Kutsche für Stadtfahrten und kleinere Ausflüge

Eine Kutsche ist ein gefedertes und gedecktes Fuhrwerk, also ein von Tieren gezogener Wagen zum Personentransport. Eine Kutsche kann ein- oder zweiachsig sein, eine geschlossene Karosserie haben oder ein bewegliches Verdeck. Ganz offene Pferdewagen sind definitionsgemäß keine Kutschen.
Postwagen wurden schon in der „Postkutschenzeit“ großzügig auch dann als Postkutschen bezeichnet, wenn die Federung fehlte. Gezogen werden Kutschen fast nur von Pferden, wobei es Ein- und Mehrspänner gibt.

## Wortherkunft
Das Wort Kutsche leitet sich vom ungarischen Kocsi „aus Kocs“ beziehungsweise von kocsi szekér „Wagen aus Kocs“ ab. Kocs ist ein bei Győr (Raab) gelegenes Dorf. Ironie der Sprachgeschichte: Die ungarischen Kocsi waren leichte ungefederte Wagen aus Korbgeflecht. In Ungarn war aber im 14. Jahrhundert die elastische Aufhängung des Wagenkastens wieder erfunden worden. Als man dann auch noch den planwagenartigen Witterungsschutz der Kobelwagen durch elegantere Formen des Verdecks ersetzte, setzte sich für die modernen Wagen europaweit die aus dem Ungarischen stammende Bezeichnung durch. Erste deutsche Erwähnungen sind Cotschien Wägnen und Gutschenwagen in der ersten Hälfte des 16. Jahrhunderts, seit der zweiten Hälfte desselben Jahrhunderts tritt auch verselbständigtes Gutsche, Gotzi, Kotsche, Kutze auf.

## Geschichte

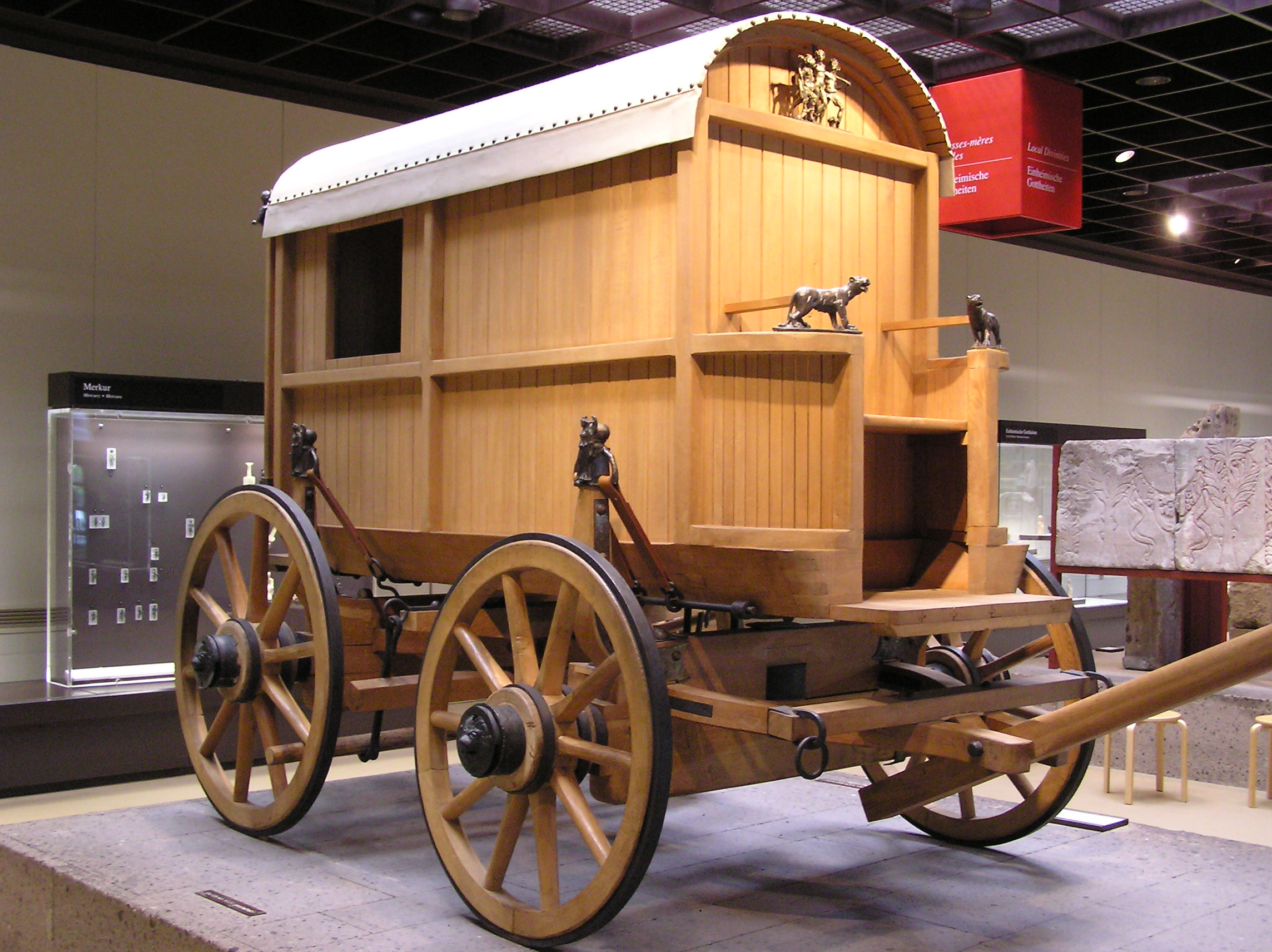
Gefederte Römische Reisekutsche (Rekonstruktion)

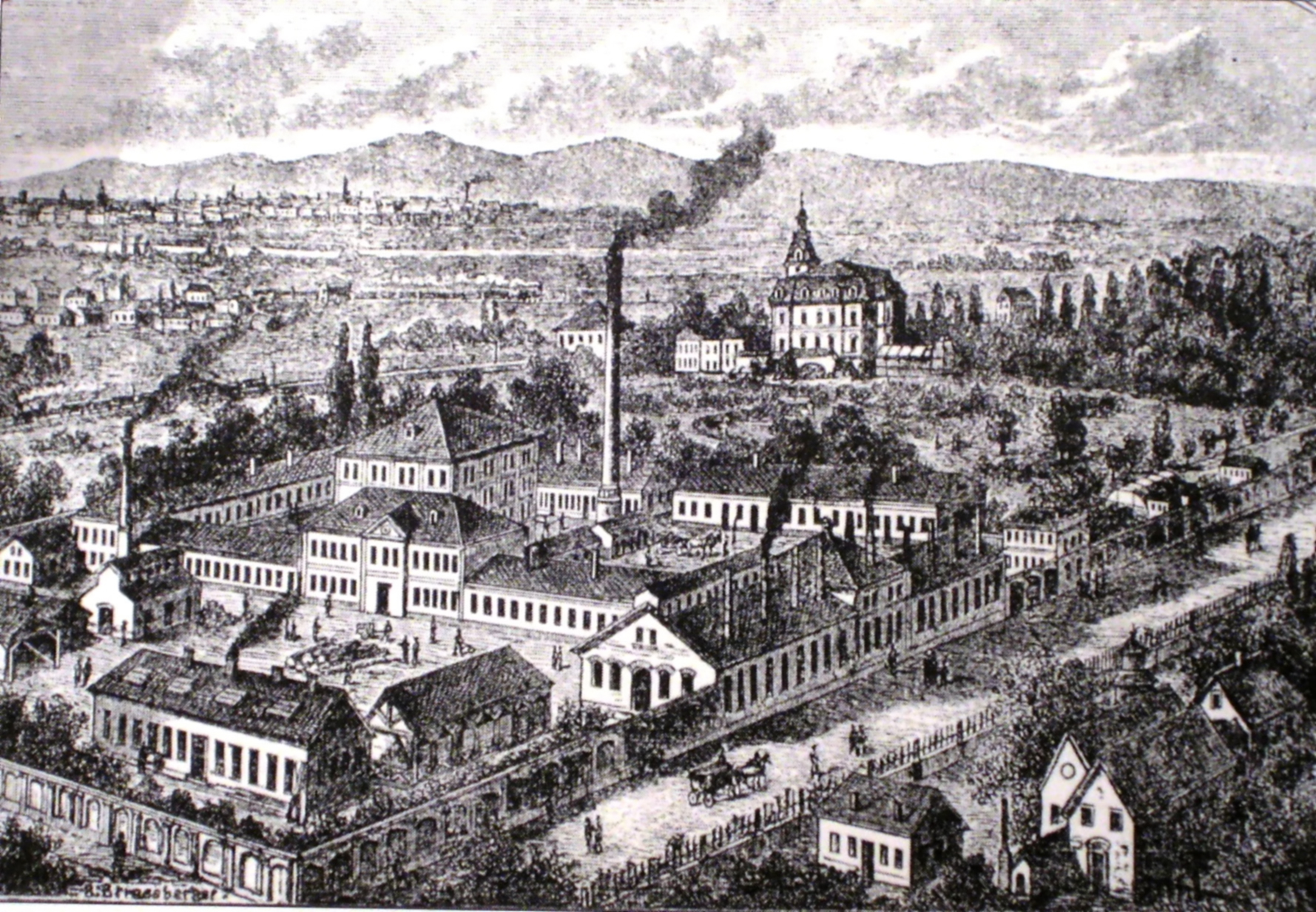
Wagenfabrik Dick & Kirschten, Offenbach am Main um 1850

Reklame einer Kutschenfabrik in Sachsen, 1882

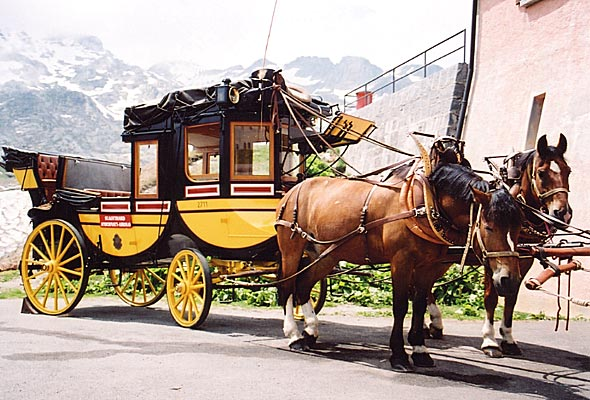
Postkutsche auf dem Gotthardpass, Schweiz

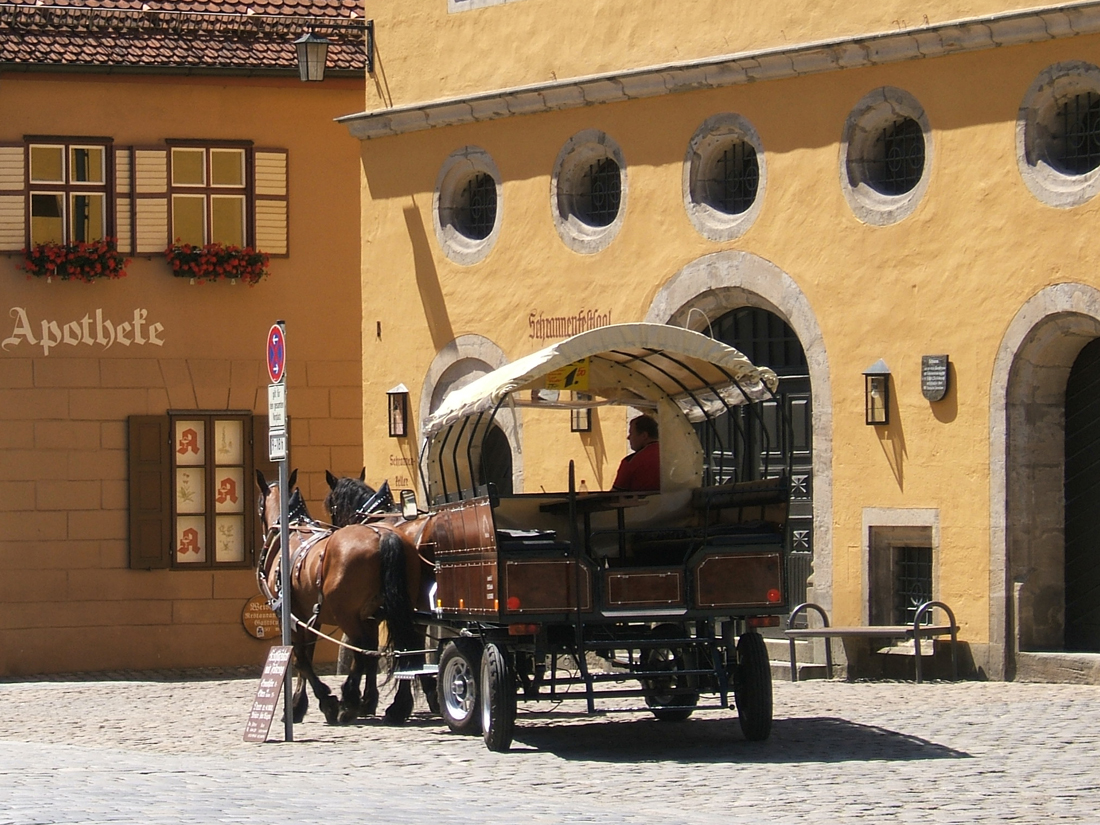
Moderner Kremser mit Luftbereifung, Längsbänken wie beim klassischen Pferdeomnibus und mit Tisch

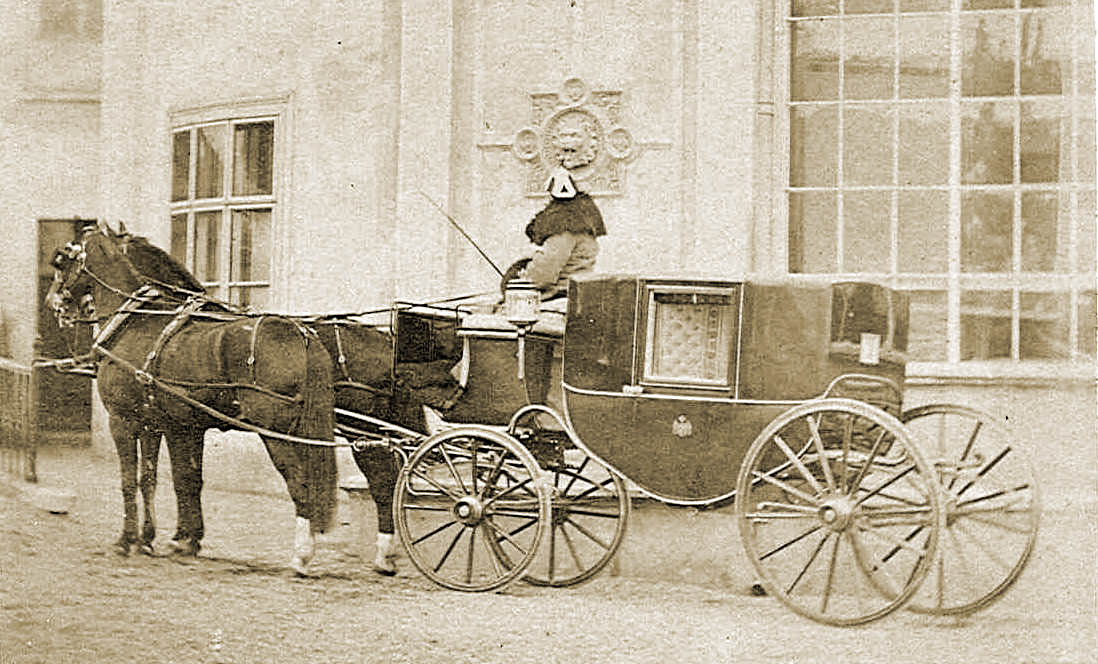
Herrschaftliche Kutsche, um 1870

Schon die Römer benutzten, zumindest ab dem 2. Jahrhundert n. Chr., gefederte Reisewagen. Die Technik ging aber mit dem Niedergang der Antike offensichtlich verloren. Im 15. Jahrhundert wurde die Federung im ungarischen Kocs erneut erfunden. Die erste urkundliche Erwähnung des Wortes kocsi (damals noch kocsy buchstabiert) datiert in das Jahr 1469. Von da an wurde an den Kutschen stetig verbessert, was immer die Entwicklung der Technik hergab. Der große Erfolg dieses komfortablen Kutsch-Wagens, der sich schnell über den ganzen Kontinent ausbreitete, spiegelt sich darin wider, dass in zahlreichen europäischen Sprachen entsprechende Bezeichnungen nach diesem Erfindungsort benannt wurden (und auch heute noch so genannt werden), beispielsweise coach (englisch), Kutsche (deutsch), coche (französisch), cocchio (italienisch), coche (spanisch).
Eine ganze Reihe von Berufen war im Kutschenbau engagiert: z. B. Stellmacher, Tischler, Lackierer, Linierer u. v. A.
Als Privatfahrzeug waren Kutschen auch stets ein Statussymbol, das aber nicht nur durch den Wagen selbst, sondern durch die ganze Equipage ausgedrückt wurde.
Mit dem etwa gleichzeitig mit der neuzeitlichen Kutsche aufgekommenen Postwesen wurde die Postkutsche für über zwei Jahrhunderte zum wichtigsten öffentlichen Transportmittel Europas und der Neuen Welt.
Gegen Ende des 19. Jahrhunderts besaß die Stadt Columbus im US-Bundesstaat Ohio mehr als 20 Firmen, die Kutschen produzierten, so dass ein Sechstel aller weltweit produzierten Kutschen aus Columbus stammten. Die Lindner Waggonfabrik in Halle hat auch zur Weltproduktion wesentlich beigetragen: „Bis zum Ende der Kutschenproduktion im Jahr 1912 wurden insgesamt fast 6000 Fahrzeuge geliefert.“
Kutschen waren bis zum Ende des 19. Jahrhunderts das Reisemittel für Überlandreisen schlechthin. Die wohlhabende britische Familie der Krankenpflegepionierin Florence Nightingale unternahm beispielsweise 1837 bis 1838 eine Reise auf den europäischen Kontinent, für die William Edward Nightingale eine sechsspännige Reisekutsche fertigen ließ, die neben der vierköpfigen Familie Nightingale auf dem Dach der Kutsche auch Raum für zwei Dienstmädchen, einen Diener und einen Boten bot. Erst die Entwicklung des Automobils ließ die Kutsche langsam aus dem Straßenbild verschwinden.
In den wenigsten Ländern ist die Kutsche noch ein wichtiges Transportmittel. In Mitteleuropa wird Gespannfahren heute fast nur noch als Hobby oder Sportart ausgeübt. Im offiziellen Kursbuch der Schweiz existierte 2005 weiterhin eine Kutschenlinie (zwischen Pontresina und Roseggletscher).

### Von der Kutsche zum Automobil
Am 8. März 1886 bestellte der Automobilpionier Gottlieb Daimler eine Kutsche der Bauart Americain bei Wilhelm Wimpff & Söhne in Stuttgart, die im August 1886 ausgeliefert wurde. Ursprünglich als Geschenk für seine Frau Emma gedacht, „endete“ sie, nachdem Daimler dort einen Motor eingebaut hatte, als das erste vierrädrige Automobil. In der Folgezeit wurden etliche Kutschen mit den unterschiedlichsten Konstruktionen zu Motorkutschen umgebaut. In den Anfängen des Automobilbaus hatten die Kutschenbauer noch viel zu tun, denn die Automobilhersteller lieferten nur die Fahrgestelle mit Motor und Lenkung, die Aufbauten musste der Kunde selbst bei einem Kutschenbauer oder Carossier in Auftrag geben.

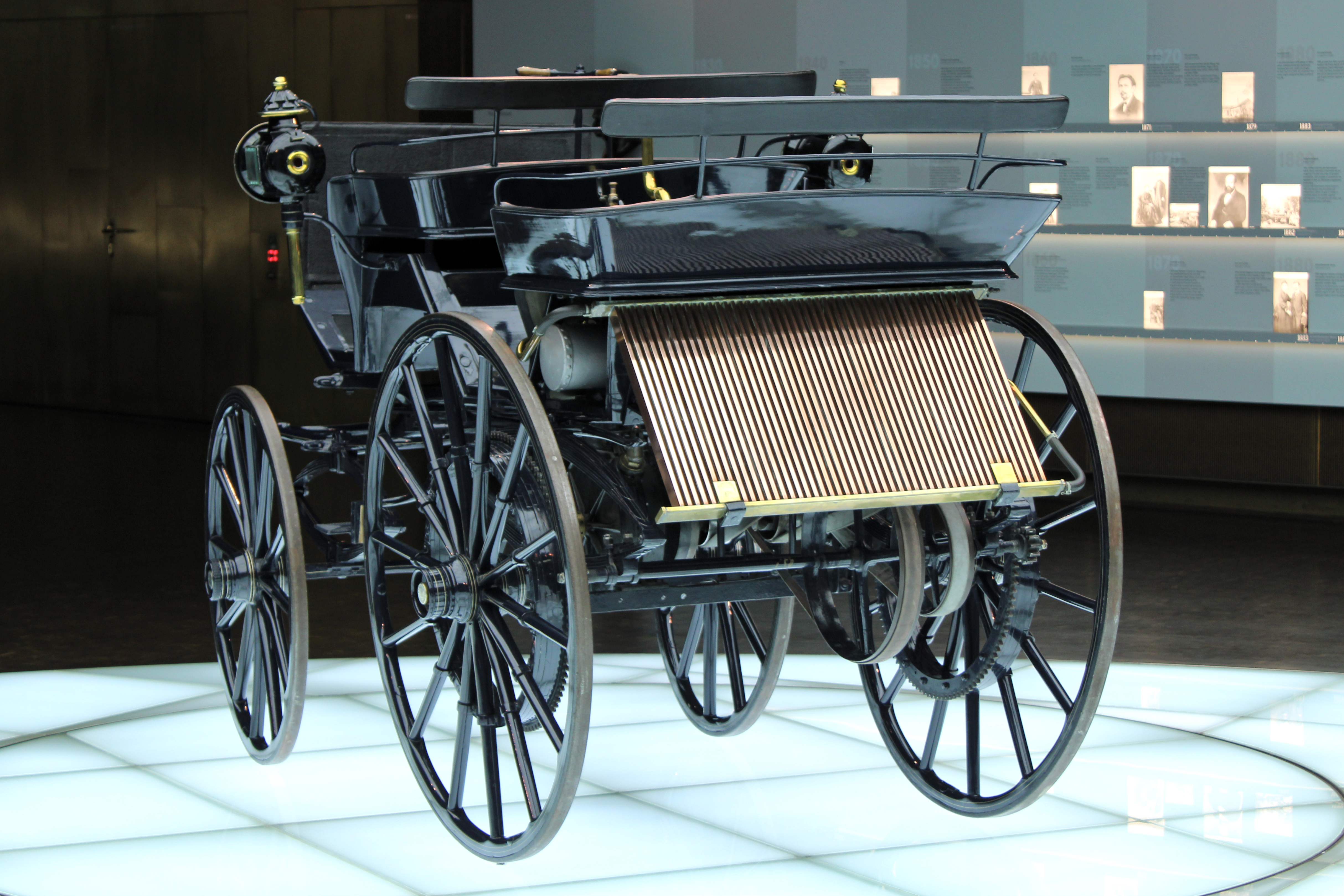
Daimler-Motorkutsche umgebaut zum Automobil
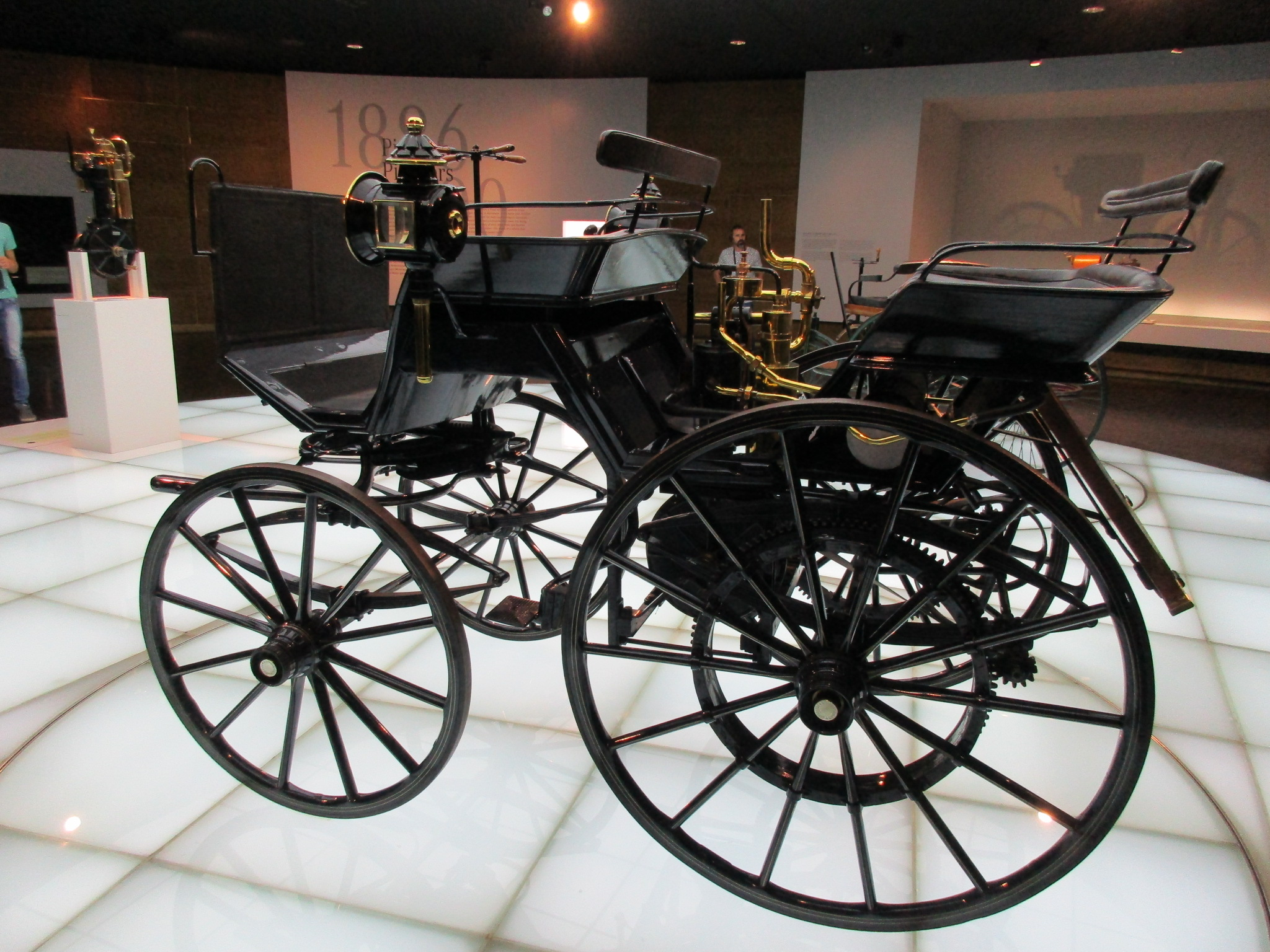
Daimler-Motorkutsche
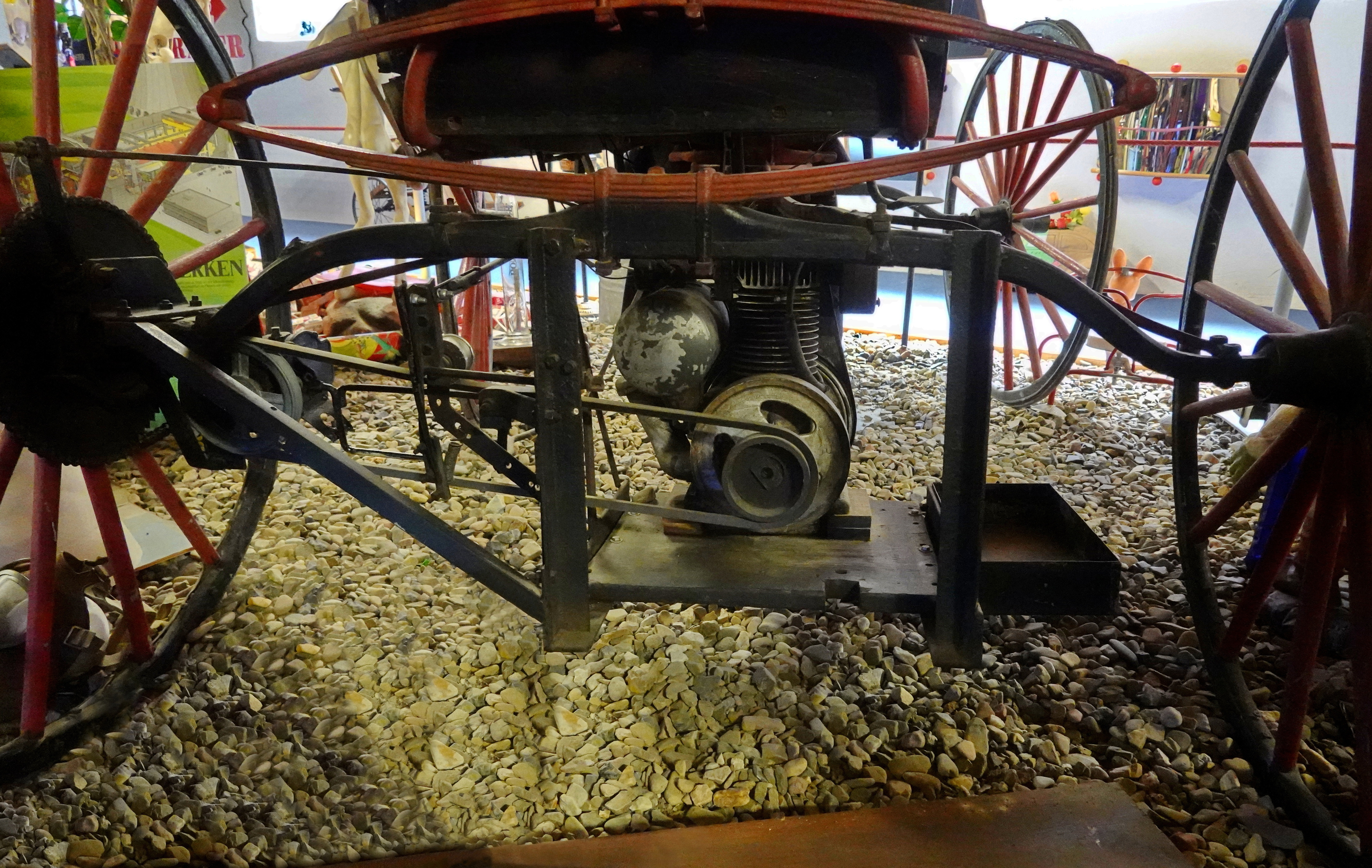
Motorkutschenumbau um 1900 im Oldtimer-Curioseum in Usseln

## Unterscheidungsmerkmale
Kutschen wurden früher von Manufakturen individuell nach Bestellung des Kunden gebaut. Erst ganz am Ende der Ära der Kutschen wurden zumindest Einzelteile industriell hergestellt. Daher sind historische Kutschen stets Unikate. Auch die verschiedenen Wagentypen sind daher nicht mit den heutigen Modellen der Automobilindustrie vergleichbar.
Es folgen dennoch einige Merkmale, um eine Kutsche klassifizieren zu können:

### Anzahl der Achsen
zwei oder eine; einachsig z. B. das Hansom Cab und, sofern mit Verdeck versehen, der Gig

### Art der Anspannung
- Stadtanspannung
- Landanspannung

### Position des Wagenlenkers
- Selbstfahrer: Der Selbstfahrer wird vom Besitzer des Wagens bzw. einem der Reisenden selbst gefahren. Erkennbar an der Ausstattung des Fahrersitzes. Typischer Selbstfahrer: der Phaeton

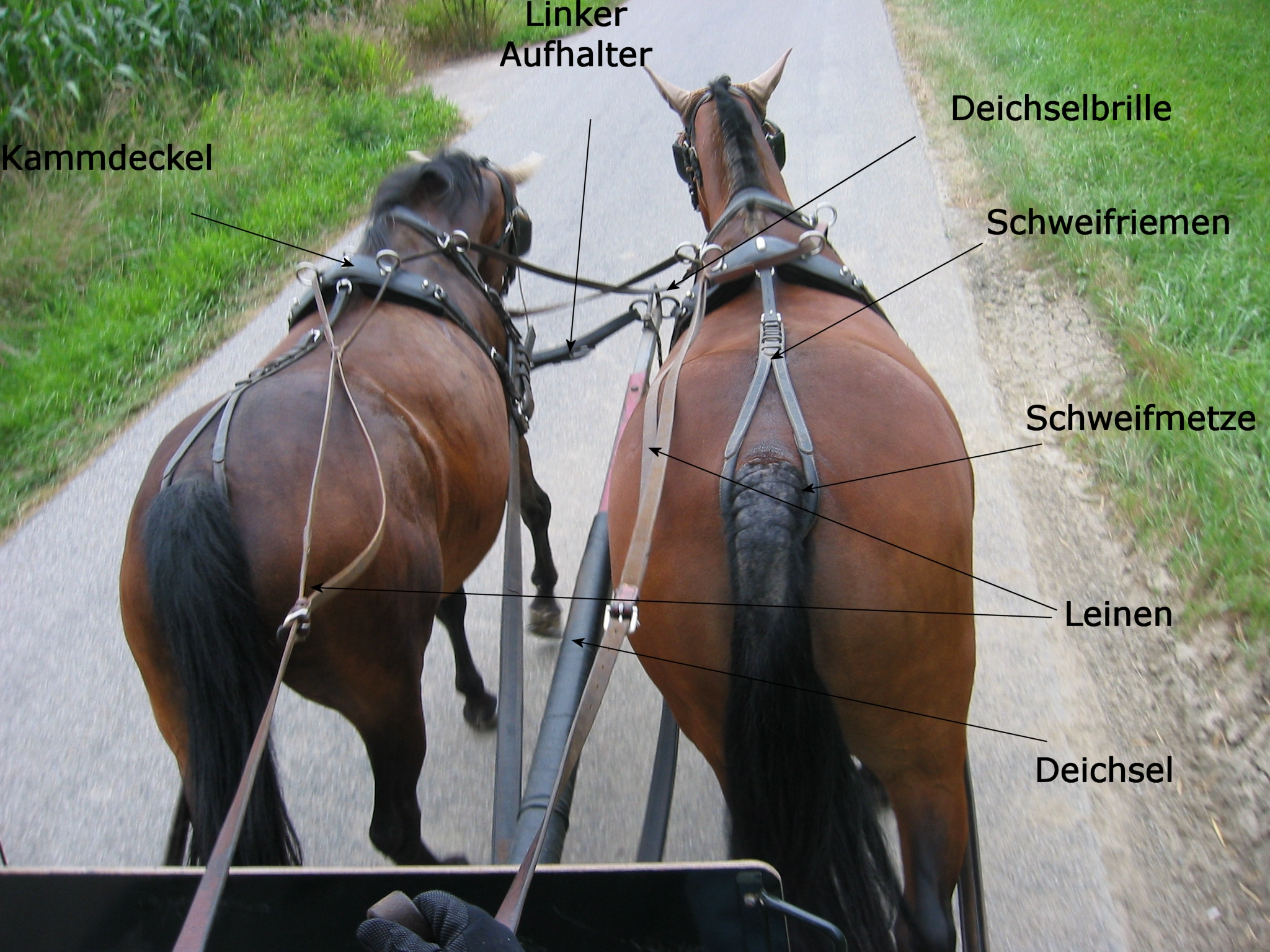
Deichsel vom Kutschbock aus gesehen

Als Kutschbock oder kurz Bock bezeichnet man die Sitzbank der Kutsche, auf der der Kutscher während der Fahrt sitzt.
- vom Kutscher zu fahren:
  - Kutschbock vor den Fahrgästen
  - Kutschbock vorne über den Fahrgästen
  - Kutschbock hinten über den Fahrgästen
- Bei einigen Viktoria-Kutschen gibt es die Möglichkeit, den Bocksitz abzumontieren und damit zum Selbstfahrer umzuwandeln.

Bei der Verwendung von Sattelpferden konnte der Wagenlenker auch auf einem der ziehenden Pferde sitzen und die übrigen Pferde steuern oder bei großen Gespannen (vier, sechs, acht, …) als sogenannter Vorreiter den Kutscher unterstützen.

### Sitzanordnung der Passagiere
- vis-à-vis, also von Angesicht zu Angesicht vorwärts und rückwärts blickend
- dos-à-dos, also Rücken an Rücken vorwärts und rückwärts blickend
- alle in Fahrtrichtung blickend
- vis-à-vis quer zur Fahrtrichtung, unter anderem bei einer Wagonette und beim klassischen Pferdeomnibus

### Verdeck
- Baldachin, (z. B. beim Kremser)
- Klappverdeck (z. B. beim Landauer)
- festes Dach (z. B. die Berline)

### Die Bremsen
- In Gegenden mit wenigen Steigungen findet man noch heute Kutschen ohne Bremsen. Die Zugtiere können den Wagen selbst über die Aufhalter sowie Kumt beziehungsweise Halskoppel beim Brustblattgeschirr, oder ein zusätzliches Hintergeschirr abbremsen.
- Hemmschuhe (auch: Bremsschuhe) wurden vor allem im Gebirge zum Bremsen auf längeren Abfahrten verwendet.
- Bergbremse verhindert das Bergabrollen der Kutsche.
- Backenbremse
- Scheibenbremsen sind in modernen Kutschen üblich.

### Die Betätigung der Bremse
- Zugbremse (ähnlich der Handbremse beim Auto)
- Druckbremse (eine Handbremse zum Nachvornedrücken)
- Spindelbremse (zum Kurbeln) mit Bremsklotz aus Holz
- Handradbremse
- Fußbremse (bei den meisten modernen Kutschen)

### Art der Federung
Die Federung unterscheidet die Kutsche vom Wagen, die Ausführung zeigt den Fortschritt der Technik, aber auch den Stand an (siehe auch: Equipage). Die Federung macht den Transport von Personen bequemer und sicherer. Das Ziehen wird den Zugtieren erleichtert.
Die Aufhängung des Wagenkastens auf vier Pfosten mittels eines Lederriemens war die erste Form der Federung. Die Pfosten wurden später durch Blattfedern und schließlich Federpakete ersetzt.

#### Typische Federformen
- S-Form und C-Form

```
_            _
 \          /
  \_        \_
```

- Elliptische Federn mit den Untertypen:

- Einfache elliptische Feder
- Doppelelliptikfeder
- Halbelliptikfeder (auch Dreiviertelelliptikfeder genannt)

```
           _______   ____
________  /       \ /
\______/  \_______/ \________/
```

- Bügel-C-Feder
- Einige moderne Kutschen haben eine Luftfederung (z. B. für Geländefahrten).

### Anordnung der Federn am Wagengestell
- Eine Feder pro Rad
- Denuett-Federung: Eine zusätzliche Feder pro Achse verbindet die primären Federn.
- Parallelogramm-Federung: Vier Federn pro Achse; zwei zusätzliche Federn verbinden die primären Federn quer zur Wagenrichtung.

### Spezielle Ausstattungen
Beispiele:
- In den Wagenkasten integrierte Kiste mit Lüftungsschlitzen, um Hunde sicher unterzubringen (die Dog Box).
- Wildfang, um erlegtes Wild zu transportieren (Kennzeichen des Jagdwagens).

### Verwendungszweck
- Reisewagen (historisch)
  - Postkutsche (historisch und nostalgisch)
- Nahverkehrsmittel (historisch und nostalgisch)
  - Droschke (historisch und nostalgisch)
- Repräsentation
- Sportgerät
  - für das Geländefahren
  - zum Dressurfahren usw.

## Wagentypen

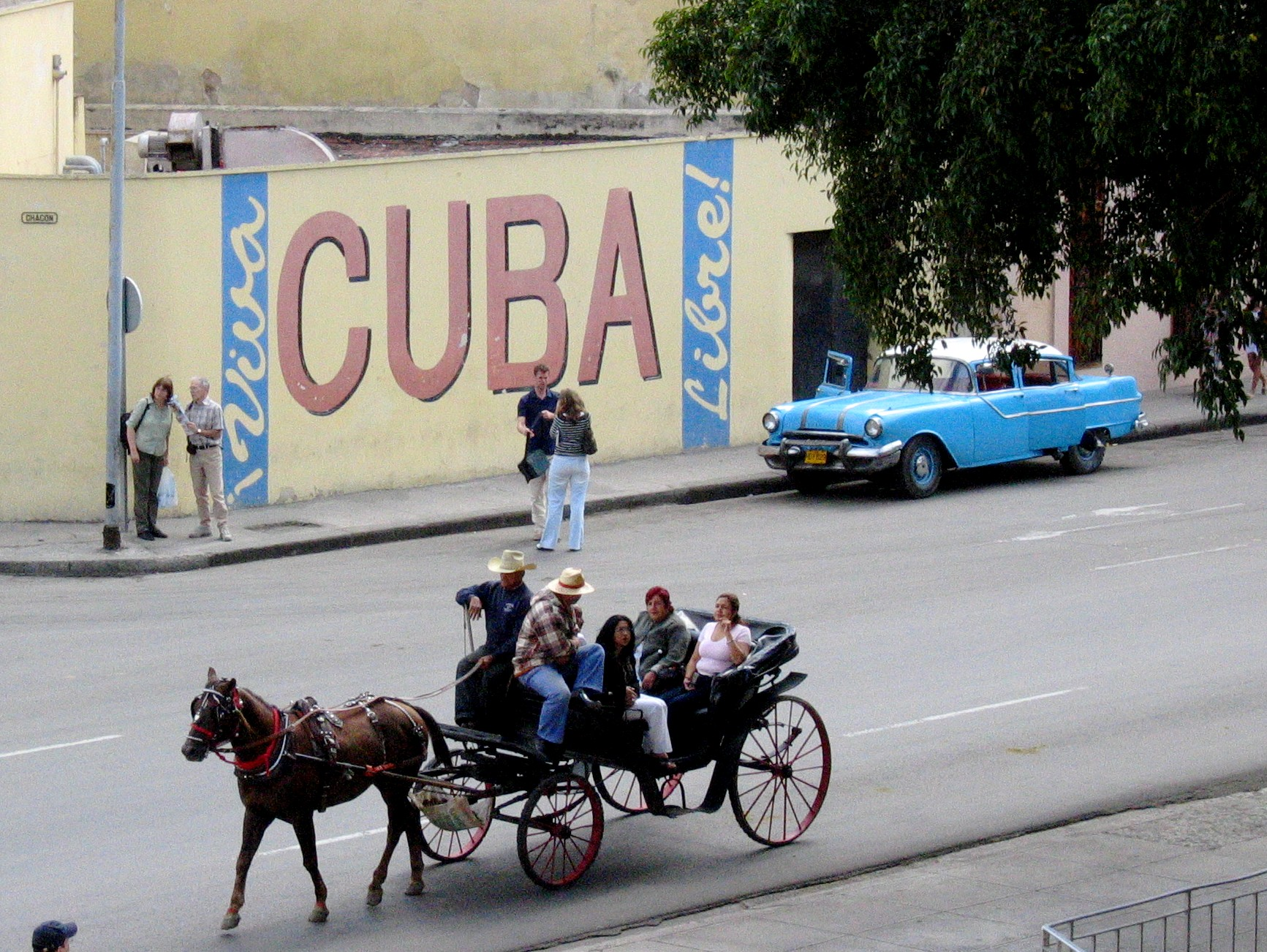
Einspänniger Viersitzer (Kuba) mit Klappverdeck

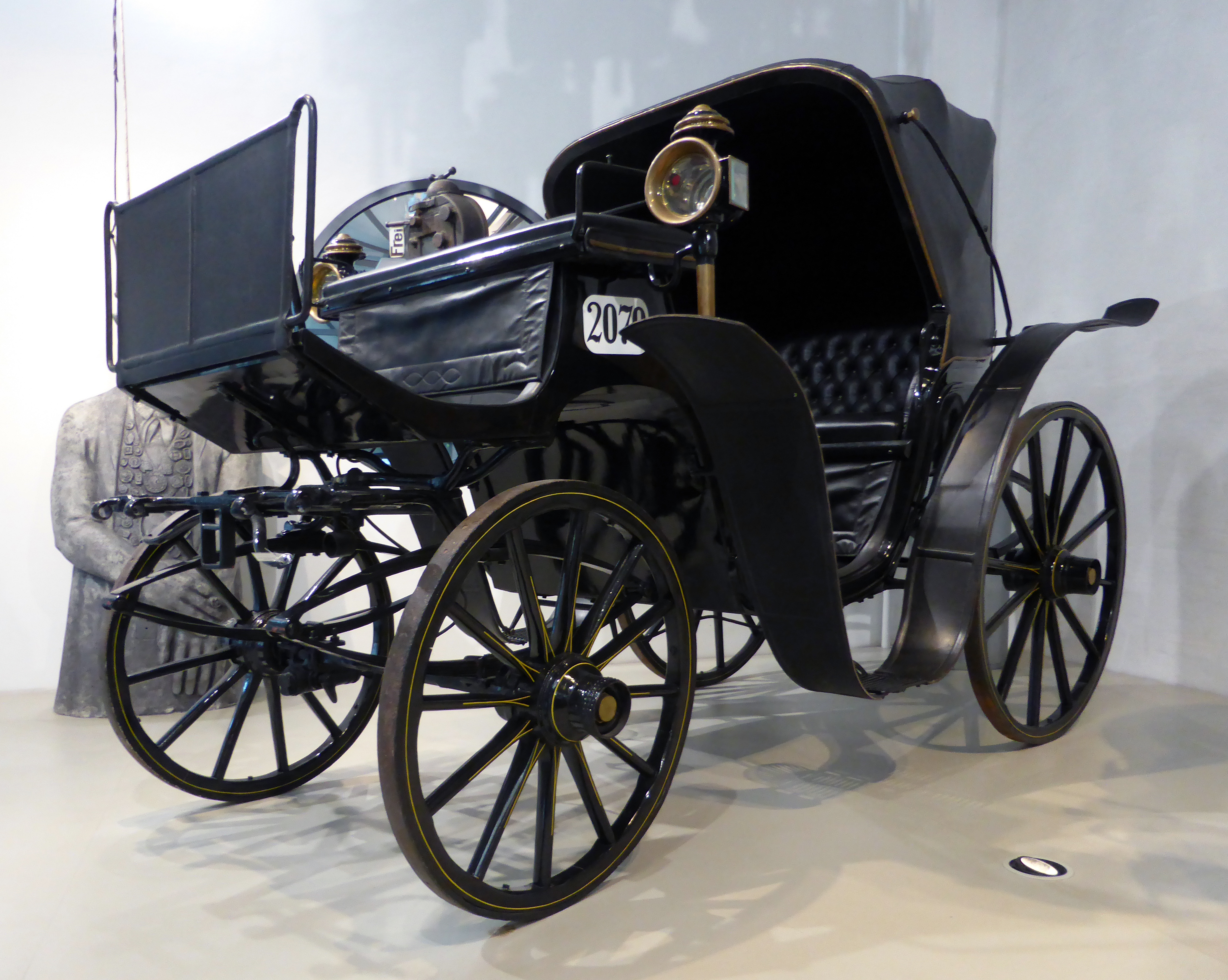
Landaulet-Kutsche (Pferdedroschke), Baujahr 1898

### Kutschen
- Berline: ähnlich wie der Landauer, aber mit festem Dach
- Break (f.; selten auch Breck oder – gemäß französischer Aussprache – Bregg geschrieben[7])
- Cabriolet, zweirädrig, im 17. Jahrhundert zweispännig, im 18. Jahrhundert einspännig[8]
- Carpentum, schwerer, überdachter, einachsiger Last- und römischer Reisewagen[9]
- Carrick, zweirädrig, zweispännig
- Carruca, römischer Reisewagen keltischen Ursprungs[10]
- Char-à-Bancs, vierrädriger Jagd- und Ausflugswagen
- Char-à-Côté: eine Art Aussichtswagen
- Coupé: vierrädrige Kutsche mit zwei Sitzplätzen in einer Kabine, bei welcher der Fahrer weit vorn und außerdem draußen saß.
- Duc
- Gig
- Grand Carosse
- Hack, Hackney, Depot Hack
- Hansom Cab
- Imperialwagen
- Jagdwagen: Am Heck ist ein Fang zum Ablegen von erlegtem Wild montiert.
- Kalesche
- Kremser
- Landauer
- Landaulet

- Pferdeomnibus
- Parkwagen
- Phaeton

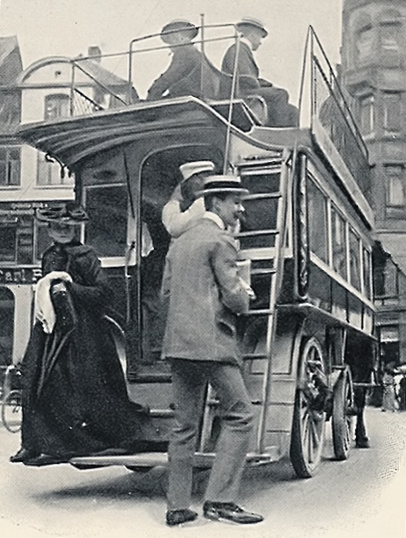
Pferdeomnibus, Kopenhagen 1907 unten saß man vis-à-vis, oben dos-à-dos

  - Spider-Phaeton: leichte Ausführung eines Phaeton
  - Stanhope-Phaeton
- Postkutsche
- Sandschneider (Fuhrwerk)
- Sjees
- Stanhope (auch: Stanhope Gig)
- Tilbury leichte, einachsige Kutsche mit geschlossenem Gepäckabteil, benannt nach ihrem Erfinder, Kutschenbauer in London
- Viktoria, bis 1869 Mylord genannt, auch als Bockchaise bezeichnet
- Vis-à-vis

### Keine Kutschen
Zur Abgrenzung: Nicht zu den Kutschen zählen:

#### Traditionell ungefedert
- Planwagen
- Rollwagen

#### Ganz offen
- Buggy
- Break: schwerer Wagentyp zum Einfahren junger Pferde
- Dog Cart
- Jaunting Car
- Marathonwagen
- Rollwagen
- Sulky
- Wagonette

## Museen
Baden-Württemberg
- Museum für Kutschen, Chaisen und Karren in Heidenheim an der Brenz

Bayern
- Marstall-Museum Schloss Nymphenburg (München)
- Kutschenmuseum Schwabsoien (Oberbayern)
- Museum im Gsotthaber Hof (früher Kutschen-, Wagen- und Schlittenmuseum) in Rottach-Egern
- Fürst Thurn und Taxis Marstallmuseum Schloss St. Emmeram (Regensburg)

Brandenburg
- Historisches Kutschenmuseum in Neustadt (Dosse) (Ostprignitz-Ruppin)

Hessen
- Hessisches Kutschen- und Wagenmuseum in Lohfelden bei Kassel

Mecklenburg-Vorpommern
- Kutschenmuseum des Museumsdorfes Kobrow II (Parchim)

Nordrhein-Westfalen
- Fürstlicher Marstall Schloss Rheda
- Museum Achse Rad und Wagen der BPW Bergische Achsen in Wiehl (Oberbergischer Kreis)

Schleswig-Holstein
- Reiseleben – Lebensreise in der Kutschenhalle auf der Schlossinsel in Schleswig, eine Ausstellung des Volkskunde Museum Schleswig

Sachsen
- Kutschenmuseum im Jagdschloss Augustusburg
- Historische Kutschensammlung des Landgestüt Moritzburg

Thüringen
- Kutschenmuseum in Auerstedt

Österreich
- Die Wagenburg des Kunsthistorischen Museums in Wien
- Kutschenmuseum in Laa an der Thaya (Niederösterreich)
- Kutschenmuseum Gruber (Großraming, Oberösterreich)

Frankreich
- Le  musée des équipages in Schloss Vaux-le-Vicomte in Maincy bei Melun (Frankreich)

## Siehe auch

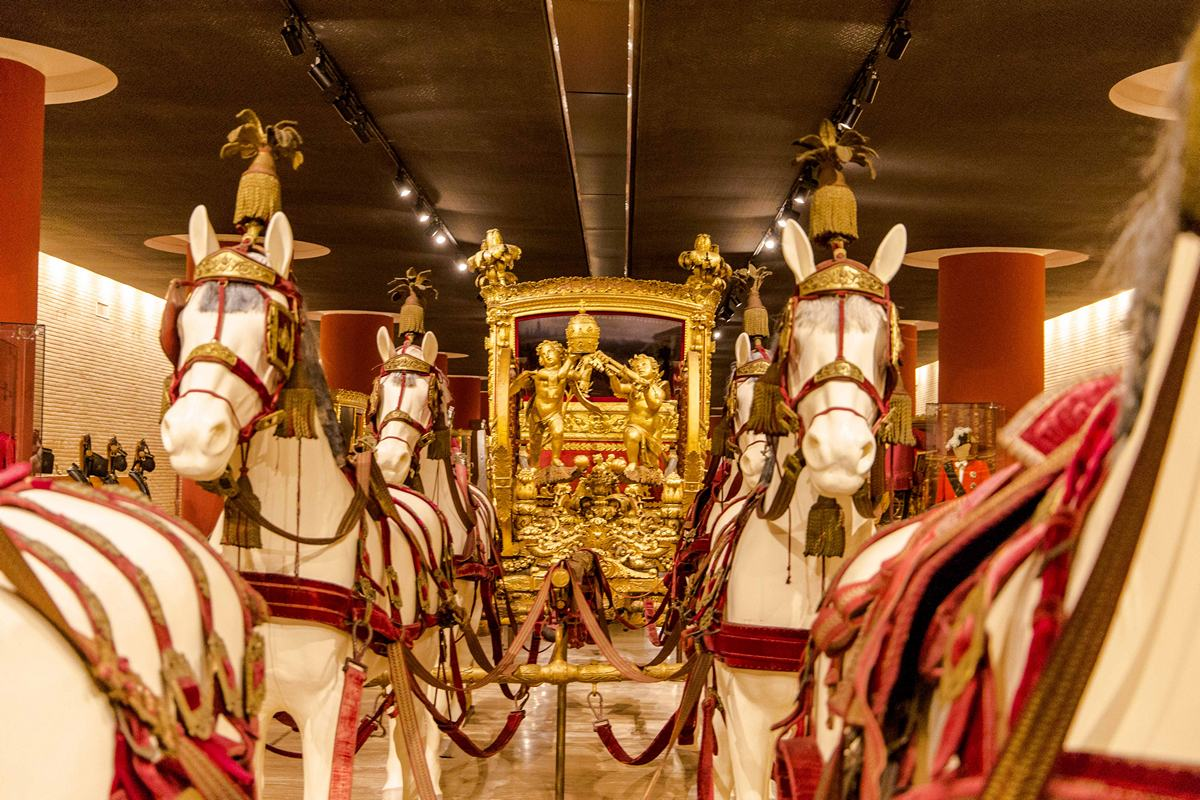
Papstkutsche in den Vatikanischen Museen